# Yoshinori Ashikaga
Yoshinori Ashikaga (jap. 足利義教 Ashikaga Yoshinori; ur. 12 lipca 1394, zm. 12 lipca 1441) – szósty siogun siogunatu Ashikaga. Sprawował władzę w okresie Muromachi w latach od 1429 do 1441. Był synem trzeciego sioguna, Yoshimitsu Ashikagi.
Yoshinori znany był ze swoich nieprzewidywalnych kaprysów dyktatorskich i nadmiernego wykorzystywania środków represji. Spowodowało to, że w 1441 r. został zamordowany przez jednego ze swoich wasali, Akamatsu Mitsusuke.
Po jego śmierci, siogunem został jego ośmioletni syn, Yoshikatsu. Po zamachu na Yoshinoriego siogunat zaczął powoli chylić się ku upadkowi.